# Torn (Lisa Ajax)
Torn è un singolo della cantante svedese Lisa Ajax, pubblicato il 23 febbraio 2019 da Universal Music. Il brano è stato scritto e composto da Isa Molin.

## Partecipazione a Melodifestivalen
Confermata tra i partecipanti del Melodifestival 2019, il processo di selezione per la ricerca del rappresentante eurovisivo svedese, Lisa Ajax si è esibita nella quarta semifinale, classificandosi 3ª con 56 punti e qualificandosi per il ripescaggio, dove ha vinto il duello contro Låt skiten brinna di Martin Stenmarck e ottenendo quindi un posto in finale. Qui si è esibita per 2ª e si è classificata 9ª su 12 partecipanti con 62 punti totalizzati.

## Tracce
Download digitale
1. Torn – 3:03
2. Torn (Versione strumentale) – 3:03

## Classifiche
| Classifica (2019) | Posizione massima |
| ----------------- | ----------------- |
| Svezia            | 9                 |